# Gerry Geran
George Pierce „Gerry“ Geran (* 22. Februar 1895 in Holyoke, Massachusetts; † 8. September 1981 in Brooklyn, New York) war ein US-amerikanischer Eishockeyspieler. Er spielte auf der Position des Center.

## Karriere
Bei den Olympischen Sommerspielen 1920 in Antwerpen gewann er mit der US-amerikanischen Nationalmannschaft, die sich aus Spielern der St. Paul A.C., Pittsburgh AA und Boston AA zusammensetzte, die Silbermedaille im olympischen Eishockeyturnier. In der NHL spielte er in der Saison 1917/18 für die Montreal Wanderers und in der Saison 1925/26 für die Boston Bruins. Geran war der erste US-Amerikaner, der je in einem NHL-Spiel auf dem Eis stand. In ihrer Debütsaison kamen alle anderen NHL-Spieler aus Kanada. In der Saison 1921/22 gewann er mit dem Club des Patineurs de Paris den französischen Meistertitel.

## Erfolge und Auszeichnungen
- 1920 Silbermedaille bei den Olympischen Sommerspielen
- 1922 Französischer Meister mit dem Club des Patineurs de Paris